# Šedivec
Šedivec är en ort i Tjeckien.   Den ligger i regionen Pardubice, i den östra delen av landet, 150 km öster om huvudstaden Prag. Šedivec ligger 475 meter över havet och antalet invånare är 219.
Terrängen runt Šedivec är kuperad österut, men västerut är den platt. Runt Šedivec är det ganska tätbefolkat, med 124 invånare per kvadratkilometer. Närmaste större samhälle är Česká Třebová, 17,2 km söder om Šedivec. Omgivningarna runt Šedivec är en mosaik av jordbruksmark och naturlig växtlighet.